# Zafarnameh
Le Zafarnameh ( ظفرنامه; en français Chronique des victoires) est une chronique historique des victoires et des conquêtes de Tamerlan, avec une introduction sur les gouvernements de ses prédécesseurs directs. Elle est rédigée au XVe siècle (1425) par l'historiographe et poète de la cour des Timourides, Sharaf ad-Din Ali Yazdi (mort en 1454). Douze manuscrits de ce texte sont copiés du vivant de son auteur, lui conférant ainsi la célébrité, et quarante-deux avant la fin du XVe siècle. C'est alors l'historien le plus fameux de cette époque.
Nombre de manuscrits de cette chronique ont été composés au cours des siècles de l'histoire de la miniature persane, comme écho à la gloire de différents souverains postérieurs.